# Tectarchus semilobatus
Tectarchus semilobatus är en insektsart som beskrevs av John Tenison Salmon 1954. Tectarchus semilobatus ingår i släktet Tectarchus och familjen Diapheromeridae. Inga underarter finns listade i Catalogue of Life.